# Foto Casadio

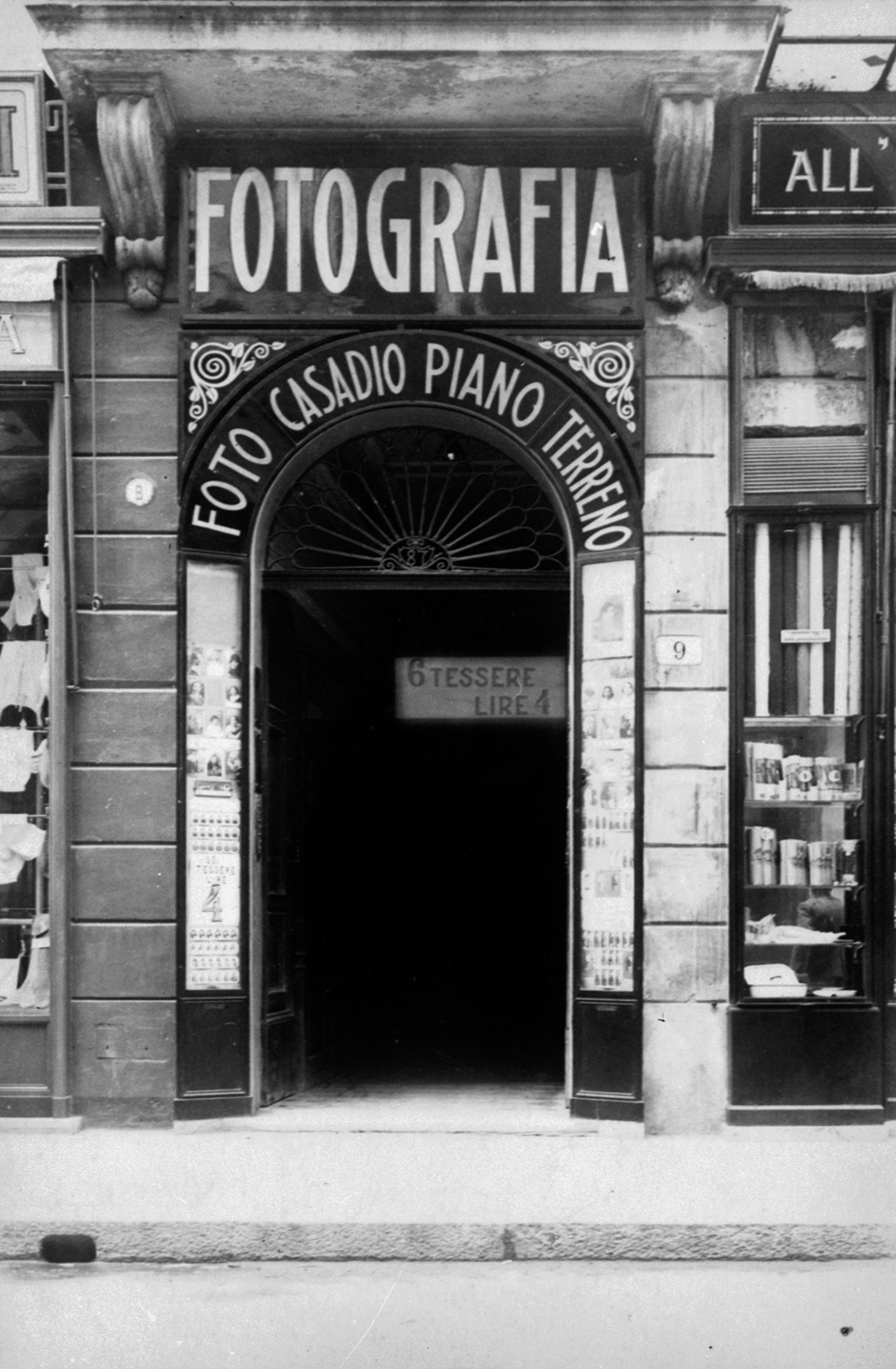
Sede di Foto Casadio con le vetrine e l'ingresso nel 1930

Foto Casadio è un antico studio fotografico fondato nel 1896 a Bologna da Ferdinando Casadio ed è ancora di proprietà della famiglia Casadio e gestito dai discendenti diretti dello stesso fondatore. La prima sede era in un attico di Via D'Azeglio (fino al 1919), poi si trasferì definitivamente al piano terreno di via Ugo Bassi. 
Ha collaborato molto con altri studi e fotografi locali in tutti i suoi periodi storici, come lo studio dell'Archivio fotografico Villani  e lo studio del fotografo Pietro Poppi (nel suo fondo ci sono immagini curate per lui dall'allora titolare Irnerio Casadio, ora di proprietà di Genus Bononiae). 
Fotografi titolari: 
- Ferdinando Casadio (1896-1919)
- Irnerio Casadio (1919-1975)

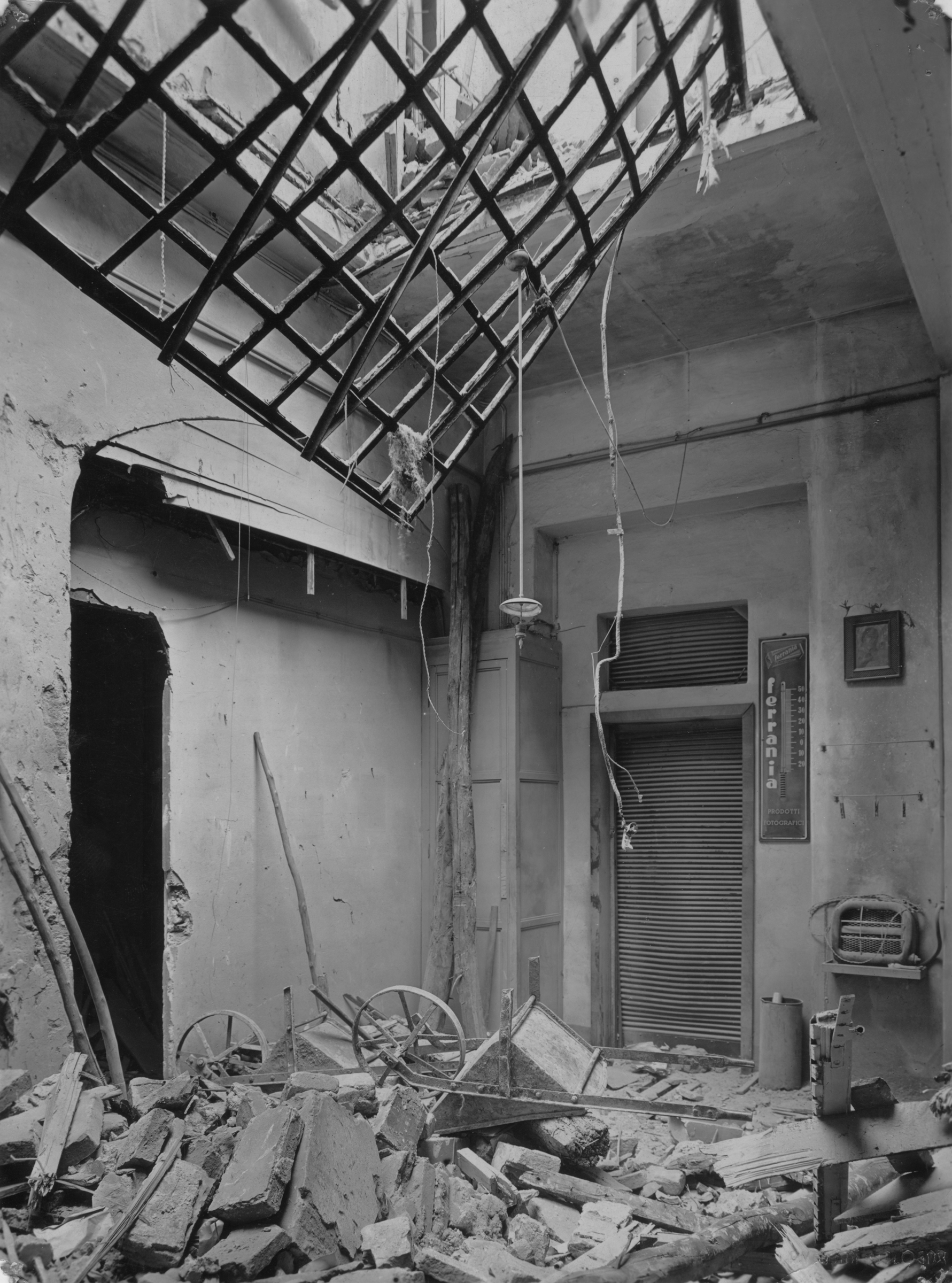
Danni alla studio Foto Casadio durante un bombardamento degli Alleati su Bologna del 1943

- Alberta Giovannini (in Casadio) (1975-1986)
- Carla Casadio (1986-2008)
- Pietro Rocchetta Casadio (2008-oggi)

Continua tuttora il suo impegno nel campo della creazione di fotografia, commerciale e per privati, oltre ad avere un suo laboratorio e camera oscura Bianco & Nero presso la propria sede. Non ha mai chiuso se non per un brevissimo periodo a causa dei danni di un bombardamento nel 1943. 

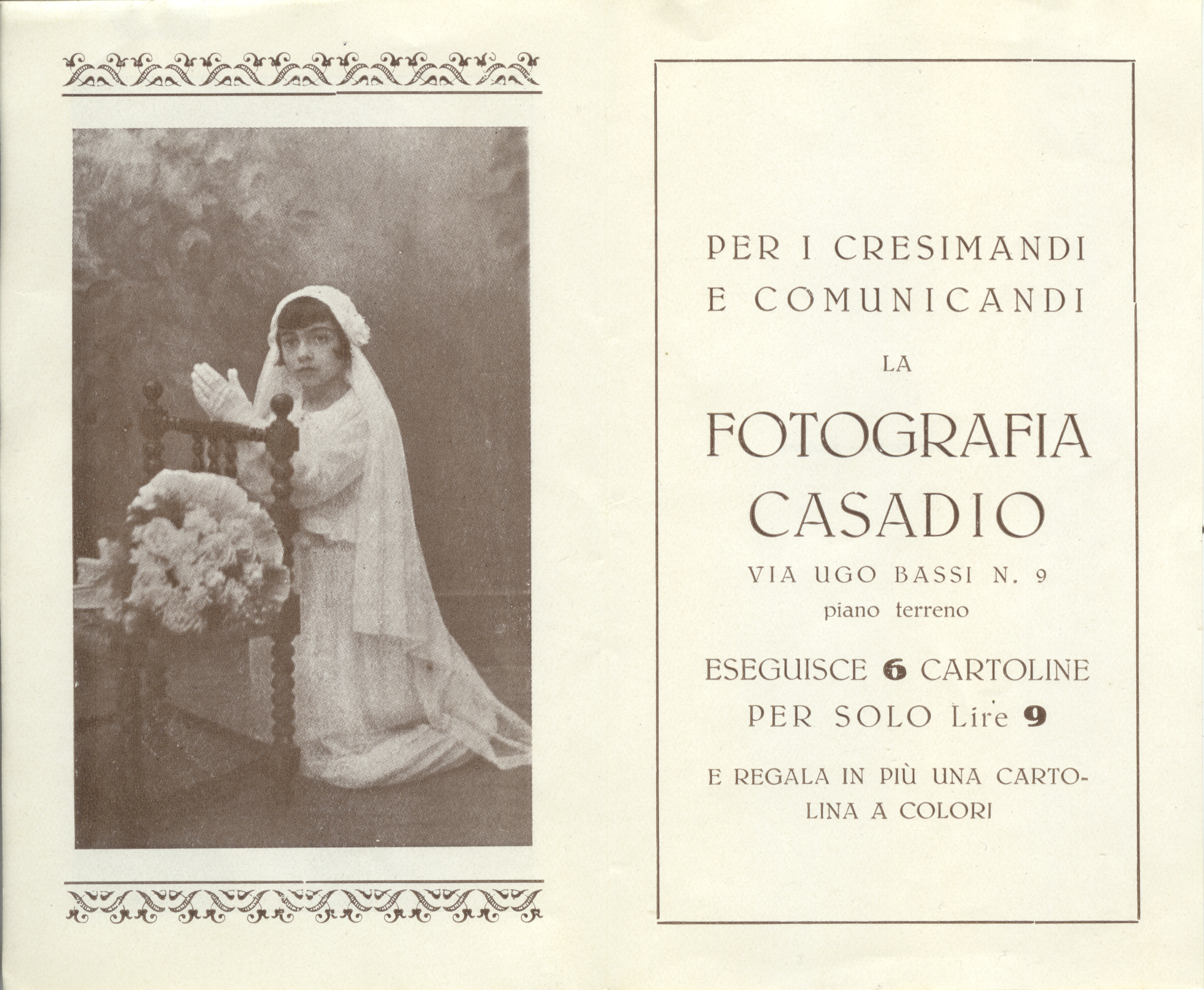
Pieghevole pubblicitario di Ritratti personali 1940/1945

Probabilmente risulta lo studio fotografico in attività più antico al mondo.

## Archivio

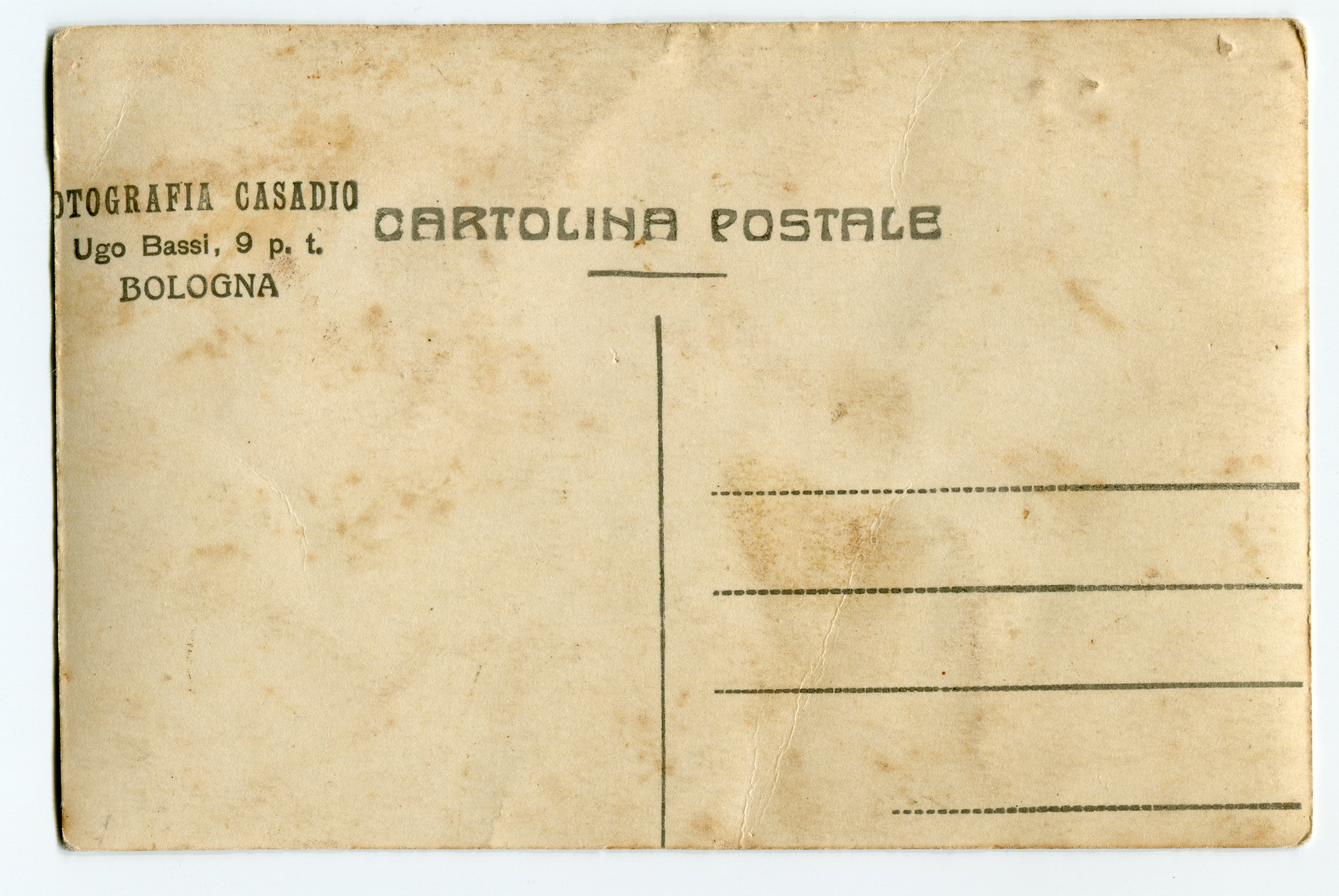
Retro di una cartolina fotografica postale

Lo studio possiede un archivio storico di ritratti di bolognesi, pellicole e lastre piane molto ampio anche se parzialmente distrutto da due guerre mondiali e dai vari avvenimenti accaduti nella sua storia; tuttora crea e archivia immagini proprie e di terzi e digitalizza costantemente e pazientemente quello che è il suo fondo fotografico.
Archivia anche parecchie fotografie di persone, luoghi e avvenimenti provenienti dalle lavorazioni di recupero e salvataggio immagine svolte per la sua clientela, con interessanti immagini originali e restaurate, provenienti da momenti storici e familiari di cittadini bolognesi e no.
Archivia in maniera temporanea o permanente immagini anche di altri artisti fotografi con cui collabora o ha collaborato.